# Hârlău
Hârlău is een stad (oraș) in het Roemeense district Iași. De stad telt 11.942 inwoners (2002).